# Somos el pueblo - El amor no conoce fronteras
Somos el pueblo - El amor no conoce fronteras (Wir sind das Volk - Liebe kennt keine Grenzen) es una miniserie de televisión alemana producida en el año 2008 sobre los acontecimientos del verano y otoño de 1989 que provocaron la caída del régimen de Alemania Oriental y el muro de Berlín. 

## Características
Fue dirigida por Thomas Berger con guion de Silke Zertz y producción de Viola Jäger, Fred Kogel, Harald Kügler y Molly von Fürstenberg con música de Dieter Schleip. La versión condensada cinematográfica se estrenó en Berlín el 24 de septiembre de 2008. En el contexto de los acontecimientos políticos en el otoño de 1989, se desarrolla este drama de la televisión, de alto voltaje emocional. La película se esfuerza por lograr la reproducción auténtica de los detalles externos. El título internacional en inglés The Wall - The Final Days.

## Elenco
- Anja Kling: Katja Schell
- Hans-Werner Meyer: Andreas Wagner
- Matthias Koeberlin: Micha Schell
- Lino Sliskovic: Sven Schell
- Ronald Zehrfeld: Dirk Faber
- Anna Fischer: Jule Hoffmann
- Oliver Bröcker: Götz Hoffmann
- Jörg Schüttauf: Bernd Hoffmann
- Kirsten Block: Gunda Hoffmann
- Janine Babicke: Dame vom Jugendamt
- Stefan Becker: Grenzsoldat
- Peter Benedict: Bertold Krieger
- Martin Glade: Kai Hattorf
- Lucas Gregorowicz: Lutz Baumann
- Leony Jassen: Sina Knoop
- Heiner Lauterbach: Offizier Bert Schäfer
- Hansjürgen Hürrig: Generalleutnant Gerber
- Irene Merzdorf: Wütende Bürgerin
- Hans-Henning Stober: Wärter
- Mina Tander: Esther Frings
- Jana Tarasenko: Wütende Bürgerin 2
- Mirjam Weichselbraun: Bonnie
- Fabian Oscar Wien: Posten Sieben
- Felicitas Woll: Mandy Knoop
- Martina Ysker: Beate Schönefeld

## Distinciones
- 2009: Premio de la TV alemana: Mejor Miniserie
- 2009: Premio de la TV alemana: Mejor guion - Silke Zertz
- 2009: Premio de la TV alemana: Mejor actriz - Anna Fischer